# George Thomson, Baron Thomson of Monifieth
George Morgan Thomson, Baron Thomson of Monifieth (* 16. Januar 1921 in Monifieth bei Dundee; † 3. Oktober 2008 in London) war ein britischer Journalist und Politiker. Er gehörte der Labour-Partei an.

## Leben
Thomson besuchte die Grove Academy in Dundee und diente im Zweiten Weltkrieg von 1940 bis 1945 in der Royal Air Force. Im Jahr 1946 wurde er stellvertretender Herausgeber des „Forward“, einer sozialistischen schottischen Wochenschrift. Thomson wurde 1948 Herausgeber des Blattes und blieb ihm auch verbunden, nachdem es später in London herausgegeben wurde. Im Juli 1952 wurde Thomson auf Grund einer Nachwahl als Abgeordneter der Labour Party für Dundee Ost ins britische Unterhaus gewählt. Dort engagierte er sich vor allem für Commonwealth- und internationale Angelegenheiten. Von 1959 bis 1963 war er im Schattenkabinett der Labour-Partei als Minister für Commonwealth- und Kolonialangelegenheiten im Gespräch. In den Jahren 1954 bis 1956 vertrat er sein Land in der Beratenden Versammlung des Europarats und von 1955 bis 1956 bei der Versammlung der Westeuropäischen Union (WEU). Im Jahr 1957 war er britischer Delegierter bei der Parlamentarierkonferenz der Commonwealth-Länder in New Delhi. Er gehörte auch den Exekutivräten der UN-Vereinigung und der Fabian Society an.

## Politik
Nach dem Sieg der Labour-Partei im Oktober 1964 wurde Thomson neben Hugh Foot und Walter Padley einer der drei Staatsminister im Außenministerium. Im Zuge einer Kabinettsumbildung im April 1966 wechselte er auf den Posten des Kanzlers des Herzogtums Lancaster. Premierminister Harold Wilson übertrug ihm die Führung der Europapolitik, insbesondere das Verhältnis Englands zur Europäischen Gemeinschaft. Bei einer kleineren Kabinettsumbildung Wilsons im Januar 1967 gab Thomson seine Verantwortlichkeit für europäische Integration und NATO ab, um sich in Zukunft den übrigen Teilen der Welt zu widmen. Im August 1967 wurde er zum Staatsminister für Commonwealth-Beziehungen ernannt, als der er zunächst mit den Problemen des beschleunigten Abzugs der Streitkräfte „östlich von Suez“ befasst war. Im Herbst des darauf folgenden Jahres wurde er mit Kritik an britischen Waffenlieferungen an Nigeria konfrontiert, da das Land während des Biafra-Krieges von Großbritannien mit Waffen versorgt wurde. Im Oktober 1969 wurde Thomson während einer erneuten Regierungsumbildung erneut zum Kanzler des Herzogtums Lancaster ernannt. Als solcher war er Stellvertreter des Außen- und Commonwealth-Ministers Michael Stewart und verantwortlich für britische Angelegenheiten in Europa. So war er an den Verhandlungen über den britischen EG-Beitritt beteiligt. Nach dem Wahlsieg der Konservativen am 18. Juli 1970 übernahm er im Schattenkabinett der Labour Party die Rolle des Verteidigungsministers. Zusammen mit Roy Jenkins geriet er in Meinungsverschiedenheiten zu Wilson. Als diese zu groß waren, traten Jenkins und Thomson im April 1972 vom Schattenkabinett zurück.
Im Oktober 1972 wurde Thomson zusammen mit Christopher Soames zum britischen Mitglied der EG-Kommission in Brüssel berufen. Der kaum verhüllte Ärger der Labour Party über Thomsons Entsendung nach Brüssel durch den konservativen Premier Edward Heath war umso stärker, als Thomson den stellvertretenden Generalsekretär seiner Partei, Gwyn Morgan mit nach Brüssel nahm. Thomson war in Brüssel ab dem 1. Januar 1973 zuständig für Regionalpolitik und erarbeitete die Pläne zur Schaffung des EG-Regionalfonds. Thomson blieb bis zum 1. Januar 1977 in dieser Kommission, danach war er First Commissioner (Vorsitzender) des Crown Estate.